# Jedwabno (województwo kujawsko-pomorskie)
Jedwabno – wieś w Polsce położona w województwie kujawsko-pomorskim, w powiecie toruńskim, w gminie Lubicz.
W latach 1975–1998 miejscowość administracyjnie należała do województwa toruńskiego.

## Historia
W średniowieczu istniał tu gród obronny zbudowany nad Drwęcą. Pierwsza wzmianka o wsi pochodzi z 1338 r., z dokumentu w którym Wielki Mistrz Zakonu Dietrich von Altenburg nadał dobra Syden - Fryderykowi Juvenis, synowi Fryderyka z Głuchowa.
W latach 1381–1441 był tu folwark komturstwa toruńskiego. W roku 1454 król Kazimierz Jagiellończyk nadał folwark pokrzyżacki Syde – Tielmanowi von Wege. Już w 1457 r. wieś przeszła z nadania królewskiego do dóbr Rady Miejskiej Torunia, ale w 1507 otrzymała je w zastaw wdowa po Janie von Wege – Katarzyna. W 1520 roku król Zygmunt I Stary w zamian za zamek w Świeciu oddał wieś miastu Toruń. W 1846 r. dobra nabył Johann von Gask i Josephine z domu von Trzebuchowska. W 1882 roku kolejnym właścicielem został Oskar Struebing.
W 1906 r. wieś należała do Carla Kürbisa, w 1910 r. do Jacoba Dunajskiego, w 1919 r. Jakuba Dunajskiego, w 1920 majątek o powierzchni 463 ha nabył Stefan Scholl. Używaną ówcześnie nazwę wsi Żyda zmieniono na Jedwabno za sprawą kolejnego właściciela, którym od 1925 roku był Jan Czarnowski. W 1928 roku nowym właścicielem został Edward Mysłakowski. Majątek Jedwabno przejął Skarb Państwa w roku 1946.

## Zabytki
- Grodzisko słowiańskie w Jedwabnie funkcjonowało od VIII do XIII wieku. Znajduje się na północnym brzegu Drwęcy, około 1,6 km w górę rzeki od mostu drogowego w Lubiczu. Grodzisko badano w 1926, 1930, 1961, 1962, 1978 r.[6] W rezultacie działania Drwęcy zachował się tylko fragment wałów. Zachowana część obejmuje powierzchnię około 70 x 50 m. W południowo-zachodniej części grodziska rysuje się w wale wyraźne zagłębienie, prawdopodobnie ślad pierwotnej bramy grodu. Bezpośrednio na zachód od grodziska widoczne są zagłębienia terenu, będące śladem zasypanej fosy. W trakcie badań tego obiektu stwierdzono nawarstwienia kulturowe pochodzące z okresu od VIII do XIII w., na których zalegała około 1-metrowa warstwa późnośredniowieczna. Grodzisko jest wpisane do rejestru zabytków.
- dwór z końca XVIII w., rozbudowany w początkach wieku XX (A/500 z dnia 30.12.1985 r.)
- zespół folwarczny składający się z: kuźni-warsztatu, wozowni-stajni murowanych z ok. XIX w., spichlerz- pompownia murowane z cegły z k. XIX w., obory, chlewni, stodoły, szopy i bramy parku
- park dworski o powierzchni 5,97 ha z końca XIX w. (A/558 z 07.06.1984 r.)

## Nazwa
Wieś wymieniano w dokumentach pod następującymi nazwami: Syden (1338), Seyden, Syde, Sydow, Seydav, Seide, Zeyde, Zydow, Suide, Saide, Seiden, Zidau, Seyde.